# José María Segovia de Arana
José María Segovia de Arana (Villasequilla, província de Toledo, 16 de setembre de 1919 - 4 de gener de 2016) va ser un metge espanyol, acadèmic de la Reial Acadèmia de Ciències Morals i Polítiques.
El 1947 es doctorà en medicina a la Universitat de Madrid. El 1962 fou nomenat cap de Servei de l'Aparell Digestiu de l'Hospital Provincial de Madrid i catedràtic de Patologia i Clínica Mèdica de la Facultat de Medicina de la Universitat de Santiago de Compostel·la, de la que n'era professor adjunt des de 1957.
El 1964 va fundar la Clínica Puerta de Hierro de Madrid (avui Hospital Universitari Puerta de Hierro Majadahonda), considerat el primer hospital públic d'Espanya, de la que en fou també director fins al 1992. El 1967 fou nomenat catedràtic de patologia mèdica de la Universitat Autònoma de Madrid, i de 1967 a 1979 també fou degà de la Facultat de Medicina d'aquesta universitat. El 1976 va rebre la gran creu de l'Orde Civil de Sanitat. També ha rebut la gran creu de l'Orde d'Alfons X el Savi, la Creu del Mèrit Naval i la Creu del Mèrit Aeronàutic.
De 1978 a 1983 fou President del Consell Nacional d'Especialitats Mèdiques, des d'on va promoure el sistema de formació mèdica especialitzada (MIR). De 1979 a 1980 fou Secretari d'Estat per a la Sanitat i de 1980 a 1986 va dirigir el del Fons de Recerques Sanitàries de la Seguretat Social.
De 1981 a 1983 formà part del Consell Executiu de l'Organització Mundial de la Salut i de 1981 a 1982 fou president del Comitè Mundial de Medicaments Essencials. De 1992 a 2991 ha estat també president del Consell Assessor de Sanitat.
Des de 1969 és membre de l'Acadèmia Nacional de Medicina de Buenos Aires, des del 1994 de l'Acadèmia Europea de Ciències i Arts, des de 1996 de la Reial Acadèmia de Ciències Morals i Polítiques i des de 1997 de la Reial Acadèmia Nacional de Medicina.